# تمساح المجاري

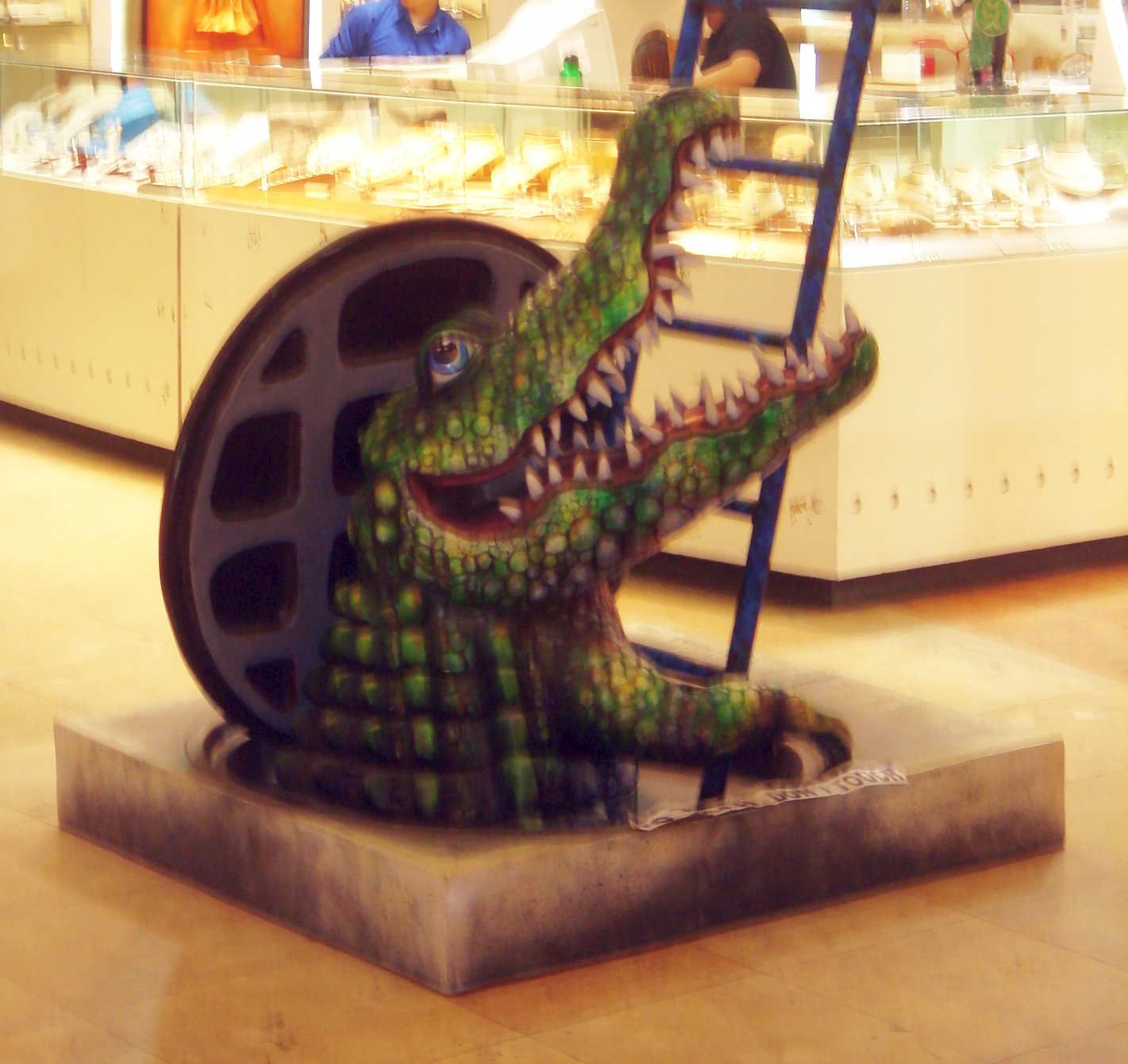
نموذج لقاطور يخرج من فتحة صرف صحي في مركز تسوق

تمساح المجاري أو قاطور المجاري هو أسطورة مدنية تدور حول التماسيح أو القواطير التي تعيش في مجاري الصرف الصحي خارج موطن التمساحيات الأصلي. ومن المدن التي يُفترض أن قواطير المجاري قد عُثر عليها فيها مدينتي نيويورك وباريس. لم يتم إثبات وجود قواطير مجاري بالغة النمو، ولكن يتم أحيانًا إنقاذ التماسيح الصغيرة من المجاري. تعود القصص إلى أواخر عشرينيات القرن العشرين وأوائل ثلاثينيات القرن العشرين؛ وفي معظم الحالات تكون جزءًا من الأساطير المعاصرة.
تُفيد تقارير صحيفة نيويورك تايمز أن المدينة تنقذ 100 قاطور سنويًا، بعضها مباشرة من المنازل حيث يتم الاحتفاظ بها كحيوانات أليفة غير قانونية (والتي يمكن طلبها قانونيًا عبر الإنترنت في ولايات أخرى ويُسمح بإرسالها بالبريد عندما تكون صغيرة)، وبعضها من الخارج (حيث يمكن أن تجذب انتباهًا كبيرًا) على الرغم من أنها في الغالب فوق الأرض. على الرغم من أن الهاربين والحيوانات الأليفة السابقة قد يبقون على قيد الحياة لفترة قصيرة في مجاري الصرف الصحي في نيويورك، إلا أن البقاء على قيد الحياة على المدى الطويل غير ممكن بسبب درجات الحرارة المنخفضة والبكتيريا الموجودة في البراز البشري. تصر أطقم صيانة المجاري على عدم وجود تعداد تحت الأرض من التماسيح في المجاري.

## وصلات خارجية
- Gatorhole.com
- SewerGator.com
- Gator Guide Lake Eufaula
- IMDB page for 'Alligator'
- News. Alligator found in sewer in Florida. Oct. 2005
- Man Falls in with Alligator – St. Petersburg Times, June 16, 2000
- Gator Aid – Houston Press, May 25, 2006
- Alligator Stomp – Houston Press, January 27, 2005
- See Ya Later, Alligator – Bluffton Today, May 8, 2006
- No. 3: Reggie – DailyBreeze.com, December 28, 2005